# 半田市立岩滑小学校
半田市立岩滑小学校（はんだしりつやなべしょうがっこう）は、愛知県半田市岩滑高山町にある公立小学校。「岩滑」は「やなべ」と読む。

## 南吉の母校
哲学者の森信三や童話作家の新美南吉は岩滑小学校の卒業生である。南吉は愛知県半田中学校卒業後の1931年から1933年まで、岩滑小学校で代用教員を務め、児童らに自信の自身作『ごん狐』を読み聞かせたという。1979年（昭和54年）には新設された体育館に南吉の壁画が設置された。1997年（平成9年）には南吉の詩『落葉』の石碑が設置された。南吉が代用教員を務めていたころにはプラタナスの並木があったが、今や1本が寂しげに残るのみである。学校の400メートル西には新美南吉記念館がある。

## 沿革
- 1873年（明治06年） - 知多郡半田村の安明寺（現・光蓮寺）本堂に温新社として創立。
- 1892年（明治25年） - 半田町立岩滑尋常小学校と改称。
- 1911年（明治44年） - 半田町立半田第二尋常小学校と改称。現在地に移転。
- 1937年（昭和12年） - 半田市の発足により半田市立半田第二尋常小学校と改称。
- 1941年（昭和36年） - 半田市立半田第二国民学校と改称。
- 1947年（昭和22年） - 半田市立岩滑小学校と改称。
- 1983年（昭和57年） - 半田市立雁宿小学校を分離。
- 1991年（平成03年） - 現地移転80周年・創立120周年記念事業を挙行。
- 2011年（平成23年） - 現地移転100周年記念事業を挙行。

## 卒業生
- 森信三（哲学者）
- 新美南吉（童話作家）